# Rutzenham
Rutzenham là một đô thị thuộc huyện Vöcklabruck thuộc bang Oberösterreich, Áo. Đô thị Rutzenham có diện tích 4,8 km², dân số thời điểm năm 2006 là 238 người.